# La Chapelle-Bertrand

La Chapelle-Bertrand este o comună în departamentul Deux-Sèvres, Franța. În 2009 avea o populație de 510 de locuitori.